# Legamento pettineo di Cooper
Il legamento pettineo (a volte noto come il legamento inguinale di Cooper, dal chirurgo e anatomista Astley Cooper che la descrisse per primo nel 1804) è un'estensione del legamento lacunare che corre sulla cresta pettinea dell'osso pubico . Il legamento pettineo è sul bordo posteriore dell'anello femorale .
La struttura robusta del legamento mantiene bene la sutura, facilitando la ricostruzione del pavimento del canale inguinale . Questa variante della riparazione dell'ernia inguinale non protesica, utilizzata per la prima volta da Georg Lotheissen in Austria, attualmente porta il suo nome.